# Vincetoxicum decaisnei
Vincetoxicum decaisnei là một loài thực vật có hoa trong họ La bố ma. Loài này được (E. Fourn.) Kuntze miêu tả khoa học đầu tiên năm 1891.